# Prophete

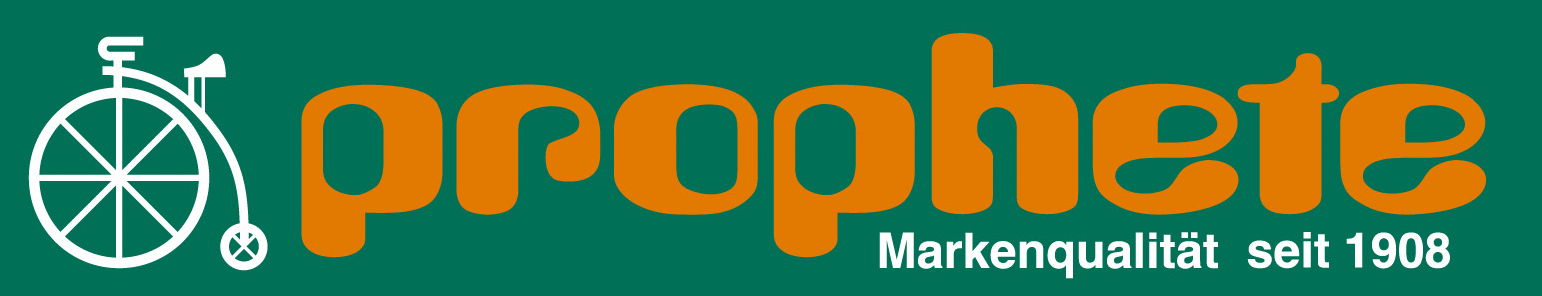
Altes Logo der Firma Prophete. Das neue Logo wird seit dem Jahr 2011 genutzt.

Die Prophete In Moving GmbH mit Sitz in Rheda-Wiedenbrück ist ein Hersteller von Fahrrädern, E-Bikes (Pedelecs) sowie Fahrradzubehör im Niedrigpreissegment. Im Jahr 2023 wurden Vermögenswerte und Mitarbeitende von dem in Singapur ansässigen Investor Dutech übernommen. Zuvor hatten Prophete und seine Tochtergesellschaft Cycle Union (Oldenburg) im Jahr 2022 Insolvenz angemeldet.

## Marken
Prophete produziert und vertreibt unter dem eigenen Namen hauptsächlich Fahrräder und Fahrradzubehör des unteren und mittleren Preissegments für SB-Warenhäuser, Baumärkte, Discounter sowie den Onlinehandel.
Im Fachhandel ist Prophete mit den Marken Kreidler, VSF Fahrradmanufaktur und e-bikemanufaktur vertreten, die unter dem Dach der 2004 gegründeten Cycle Union Oldenburg GmbH, ab 2023 „New Cycle GmbH“  in Oldenburg produziert und vertrieben werden.
Die Rollersparte, die seit 1995 mit den Marken Rex bzw. RexMoto, Kreidler, Scooter und OffLimit geführt wurde, ist wegen mangelnder Nachfrage 2014 eingestellt worden. Die Roller der Fachhandelsmarke Kreidler waren davon vorerst nicht betroffen und wurden weiterhin angeboten. Seit dem Jahr 2020 wurde die Marke Rex nicht mehr weitergeführt und somit das gesamte Sortiment von Prophete unter dem Markennamen angeboten.

## Geschichte
1908 gründete Hermann Paul Prophete den Betrieb „Hermann Prophete – Mechanische Werkstatt, Fahrräder, Sprechmaschinen“ in Halle an der Saale. Damit legte er den Grundstein für sein Familienunternehmen. Nach dem Zweiten Weltkrieg wurde Prophete als Fahrradgroßhandel in Rheda-Wiedenbrück neu gegründet, und es entstanden Einzelhandelsgeschäfte, die ihre Fahrräder z. B. unter der Marke „Ems-Rad“ vertrieben.
In den 1970ern nahm Prophete die Eigenproduktion von Fahrrädern und Zubehör auf; es entstand ein Zweigwerk in Rottendorf bei Würzburg.

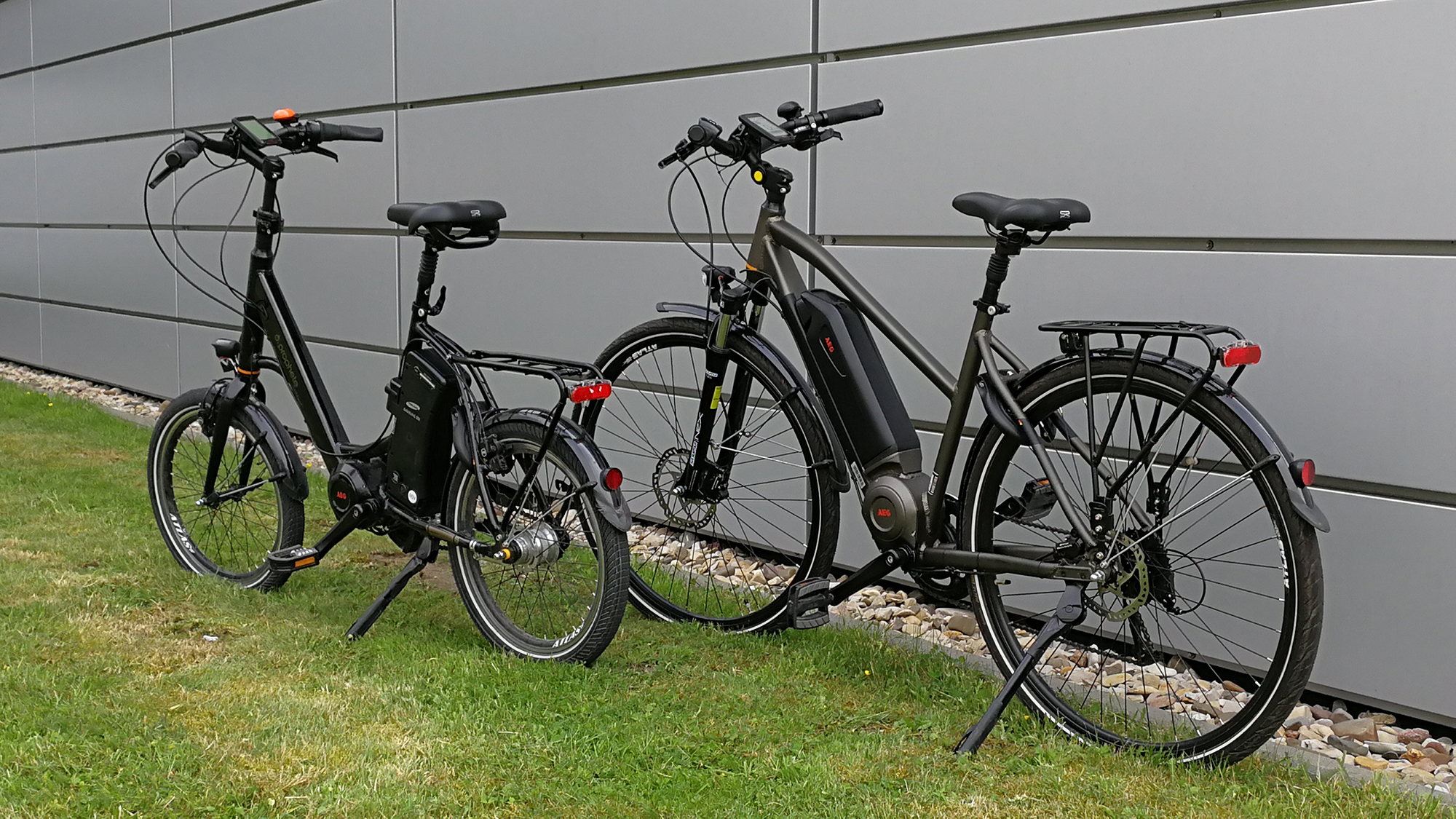
Zwei E-Bikes der Marke Prophete aus Rheda-Wiedenbrück.

Ende der 1990er Jahre übernahm Prophete die Kreidler-Gruppe sowie den Fahrradhersteller Schlote aus Oldenburg mit der Marke Rabeneick und die VSF-Fahrradmanufaktur mit dem Ziel, sich mit deren Marken wieder im Fachhandel zu etablieren. 2004 expandierte das Unternehmen weiter mit der Übernahme des Memminger Fahrradhändlers F.E.M (Fahrrad Epple Memmingen). Prophete fasste diese drei Marken am Standort Oldenburg zunächst unter dem Namen Fachhandelszentrum Oldenburg zusammen. Im Jahr 2007 fand eine Umbenennung in Cycle Union statt.
Das Werk in Rottendorf wurde Ende 2010 geschlossen. Im November 2010 gab die Firma bekannt, dass die Fahrradproduktion in Rheda-Wiedenbrück Mitte 2011 ebenfalls eingestellt werden soll. Fahrräder im Niedrigpreissektor für den Verkauf in Discounter- und Baumärkten werden in Zukunft ausschließlich in Rumänien und Indien produziert, höherpreisige Fahrräder weiterhin am Standort Oldenburg.
In den Jahren 2011 bis 2015 erweiterte Prophete sein Sortiment um Fitnessgeräte, die unter der Marke Rex Sport angeboten wurden. Ziel war es, die starken saisonalen Schwankungen im Fahrradgeschäft auszugleichen und die Vertriebskraft der Handelspartner auch in der Wintersaison zu nutzen. Prophete gelang es jedoch nicht, die selbst gesteckten Ziele im Bereich Heimfitness zu erreichen, und begann Anfang 2015 mit dem Verkauf der Restbestände an Fitnessgeräten.
Seit 2015 konzentriert sich Prophete ausschließlich auf Fahrräder, Pedelecs sowie Fahrradzubehör und vertreibt seit dem Modelljahr 2017 E-Bikes mit AEG-Antrieben.
Im Jahre 2018 feierte das Unternehmen sein 110. Firmenjubiläum mit einem exklusiven Prophete-AEG-Jubiläumsmodell.
Die im Dezember 2022 angemeldete Insolvenz des Unternehmens wurde nach Angaben des vorläufigen Insolvenzverwalters durch einen mehrwöchigen Betriebsstopp infolge einer Cyberattacke verursacht, flankiert von einer unerwartet schwachen Geschäftsentwicklung. Am 3. März 2023 wurde die Übernahme von Prophete und der Tochter Cycle Union durch die Dutech-Gruppe mit Hauptsitz in Singapur bekannt gegeben.